# Manuel II de Portugal
Manuel II de Portugal, dit el Patriota (O Patriota en portuguès; Lisboa, Portugal, 19 de març de 1889 - Twickenham, Middlesex, Anglaterra, 2 de juliol de 1932) fou l'últim rei de Portugal (1908-1910). Fou el segon fill de Carles I de Portugal i la seva esposa Amèlia d'Orleans.

## Ascens al tron
Fou coronat rei per la mort del seu pare l'1 de febrer de 1908, i el seu germà Lluís Felip de Bragança uns vint minuts després, com a conseqüència d'un atac terrorista perpetrat per republicans al centre de Lisboa.
El jove rei, per intentar salvar la situació política inestable, va forçar la dimissió del primer ministre João Franco i tot el seu gabinet el mateix any 1908. El parlament es dissolgué i es van convocar eleccions lliures on els republicans i els socialistes van aconseguir la majoria absoluta. La revolució republicana s'inicià el 4 d'octubre de 1910, i l'endemà es va instaurar la Primera República de Portugal. Manuel II va haver de fugir del país amb tota la família, i es va refugiar a Gibraltar, i finalment al Regne Unit.
El 4 de setembre de 1913 es va casar amb la princesa Augusta Victòria de Hohenzollern-Sigmaringen.
Manuel va morir el 2 de juliol de 1932, al comtat de Middlesex (Anglaterra), als 42 anys. Aquesta mort prematura va provocar que els moviments monàrquics que pretenien reinstaurar la dinastia Bragança-Wettin al poder fracassessin. En morir sense descendència, va obrir-se una batalla entre els diferents pretendents al tron portuguès.